# Erikub
El atolón Erikub es un atolón localizado en el área central de la Cadena de Ratak en las Islas Marshall. El atolón está ligeramente al sur de un atolón ligeramente más grande llamado Wotje.
Hay 6 islas que se combinan para crear un área total de tierra de 1.53 km², uno de los más pequeños en las Islas Marshall. Las 6 islas rodean una laguna central que cubre un área de 230 kilómetros cuadrados.
Debido a su escasísima elevación sobre el nivel del mar, es muy factible que este conjunto de islas sean tapadas por el agua en un futuro cercano, debido al calentamiento global que provoca deshielos.
- Datos: Q703618
- Multimedia: Erikub / Q703618